# Salvador Reynoso
Salvador Agustín Reynoso (General Rodríguez, Provincia de Buenos Aires, Argentina, 12 de octubre de 1987) es un futbolista argentino. Juega como mediocampista central y su primer equipo fue San Lorenzo de Almagro. Actualmente milita en Atlético Paraná del Torneo Federal A.

## Trayectoria
Debutó en el primer equipo de San Lorenzo, el 22 de noviembre de 2008 frente al cuadro de Lanús, que luego vencería a San Lorenzo por tres a uno. Después el 28 de abril de 2009, debutaba en la Copa Libertadores de ese año ante Universitario de Perú, luego San Lorenzo lo vencería por dos a cero. 
A nivel internacional, participó de la copa Libertadores 2009 con destacadas actuaciones y Copa Sudamericana 2009, partido frente a River Plate de Uruguay donde se lució con un gol desde el punto de penal.
En 2012, fue cedido a préstamo con una opción de compra al Unión San Felipe, equipo que milita en la Primera División de Chile y que venía de retener su puesto en esa categoría, hace un año en la Liguilla de Promoción.
En julio de 2012 regresó a San Lorenzo.
En 2013-2014 formó parte del Club Sarmiento de Junin, Sergio Lippi no había cerrado el tema incorporaciones ya que buscaba un volante central, por tal motivo, Salvador Reynoso, (último paso por San Lorenzo)se convirtió en el décimo segundo refuerzo del verde y formó parte del plantel otorgando experiencia profesional y ayudando a escalar al equipo en la tabla de promedios.
En 2014 el albo se retiró del mercado con la incorporación que Angel Bernuncio solicitó para su mediocampo, así se incorporaba al C.A ALL BOYS, donde jugó las temporadas desenvolviendose en la media cancha, pero su talento, golpeada de balón, conducción, velocidad e inteligencia para abrirse espacios, lo han colocado como un jugador creativo, el que puede marcar la diferencia en cualquier momento.
En 2016, formó parte del Plantel Club Social y Deportivo Flandria de la Primera B Nacional.

## Clubes
| Club                   | País      | Año       |
| ---------------------- | --------- | --------- |
| San Lorenzo de Almagro | Argentina | 2008-2011 |
| Unión San Felipe       | Chile     | 2012      |
| San Lorenzo de Almagro | Argentina | 2012-2013 |
| Sarmiento de Junín     | Argentina | 2013-2014 |
| All Boys               | Argentina | 2014-2015 |
| Flandria               | Argentina | 2016-2017 |
| Atlético Paraná        | Argentina | 2017-2018 |

|Club Atlético Barracas Central
| Argentina
|2018
|}